# Wojciech Frazik
Wojciech Jan Frazik (ur. 1962 w Krakowie) – polski historyk, bibliograf, działacz opozycji niepodległościowej w PRL.

## Życiorys

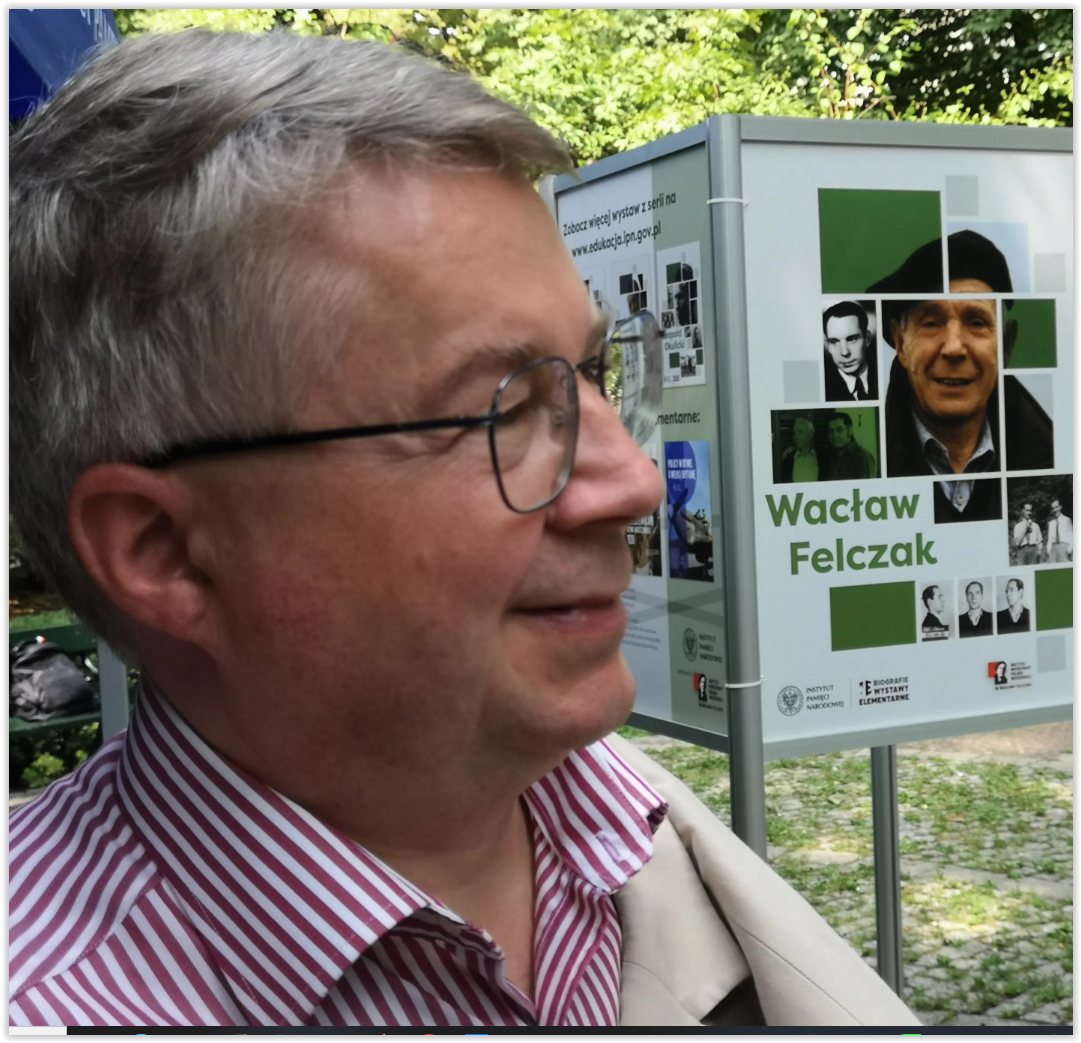
Wojciech Frazik (2022)

Ukończył VII Liceum Ogólnokształcące w Krakowie, absolwent Uniwersytetu Jagiellońskiego, gdzie w 2012 obronił doktorat z historii najnowszej.
W latach 1969–1980 członek ZHP, w latach 1978–1986 uczestnik Duszpasterstwa Akademickiego Beczka oo. Dominikanów w Krakowie, członek Niezależnego Zrzeszenia Studentów, m.in. uczestnik studenckiego strajku na przełomie listopada i grudnia 1981 r..
W latach 80. kolporter podziemnych wydawnictw, m.in. organizator kolportażu i główny kolporter pisma Arka, redaktor podziemnego pisma Alternatywy, w latach 1983–1984 wykładowca i kierownik samokształceniowej grupy licealistów; 1986–1987 wykładowca w Duszpasterstwie Ludzi Pracy działającym pod nazwą Zespół Apostolstwa Świeckich Kamieniołom przy parafii św. Józefa w Krakowie-Podgórzu; 1984–1985 członek Sekcji Młodych KIK (w grupie samokształceniowej); 1984–1989 wykładowca w Krakowskiej Wspólnocie Akademickiej przy kościele Księży Misjonarzy na Miasteczku Studenckim, w ramach Uniwersytetu Podziemnego oraz w Nowym Targu, Zgierzu, Wadowicach. 1984–1985 działacz samorządu studenckiego na UJ, sygnatariusz listów protestacyjnych przeciwko zmianie ustawy o szkolnictwie wyższym.
W 1989 był zaangażowany w kampanię wyborczą Komitetu Obywatelskiego, następnie był współzałożycielem i w latach 1990–1991 działaczem Forum Prawicy Demokratycznej.
W latach 1991–2000 był asystentem w Instytucie Historii Polskiej Akademii Nauk, od 2000 jest pracownikiem Oddziałowego Biura Edukacji Publicznej Instytutu Pamięci Narodowej/Oddziałowego Biura Badań Historycznych w Krakowie (w latach 2006–2012 był naczelnikiem OBEP IPN w Krakowie). Został członkiem rady programowej Fundacji im. Janusza Kurtyki.
Jest redaktorem naczelnym „Zeszytów Historycznych WiN-u”, członkiem redakcji Aparatu Represji w Polsce Ludowej 1944–1989.

## Publikacje
- Biografia: Emisariusz Wolnej Polski. Biografia polityczna Wacława Felczaka (1916–1993), (Kraków 2013)
- Bibliografia: Judaika wydane w Polsce. Druki zwarte i niesamoistne: materiały do bibliografii 1995–1996, (Kraków 2000).

Współautor książek
- Twarze krakowskiej bezpieki. Obsada stanowisk kierowniczych Urzędu Bezpieczeństwa i Służby Bezpieczeństwa w Krakowie. Informator personalny, (Kraków 2006),
- Ludzie bezpieki województwa krakowskiego. Obsada stanowisk kierowniczych Urzędu Bezpieczeństwa i Służby Bezpieczeństwa w latach 1945–1990. Informator personalny, (Kraków 2007),

Współautor bibliografii
- Bibliografia historii polskiej za rok 1991, (Wrocław 1994),
- Bibliografia historii polskiej za rok 1992, (Kraków 1994),
- Bibliografia historii polskiej za rok 1993, (Kraków 1995),
- Bibliografia historii polskiej za rok 1994, (Kraków 1996),
- Bibliografia historii polskiej za rok 1995, (Kraków 1997),
- Bibliografia historii polskiej za rok 1996, (Kraków 1998),
- Bibliografia historii polskiej za rok 1997, (Kraków 1999),
- Bibliografia historii polskiej za rok 1998, (Kraków 2000).

## Odznaczenia
- Srebrny Medal „Opiekun Miejsc Pamięci Narodowej” (2003)
- Krzyż Kawalerski Orderu Odrodzenia Polski (2009)[7]
- Medal „Pro Memoria” (przez Ministra ds. Kombatantów, 2009)
- Medal „Niezłomnym w słowie” (2010)[8]
- Krzyż Wolności i Solidarności (2021)[9]
- Krzyż Zrzeszenia WiN (2021)[10]